# Pétochin
Le Pétochin est une rivière du sud-est de la France, affluent de la Véore en rive gauche. Elle coule entièrement dans le département de la Drôme.

## Géographie

### Communes traversées
La petite rivière du Pétochin, d'une longueur de 16,93 kilomètres prend sa source sur la commune de Vaunaveys-la-Rochette, et rejoint la Véore à Montéléger, après avoir traversé Upie et Montmeyran.

### Principaux affluents
Selon le site SANDRE, le Pétochin compte quatre affluents :
- le ruisseau d'Ourches, d'une longueur de 7 kilomètres[2];
- le ruisseau de Jalatte, d'une longueur de 7 kilomètres[3];
- le ruisseau de Guillomont, d'une longueur de 4 kilomètres[4];
- le ruisseau de la Besantie, d'une longueur de 4 kilomètres[5];

## Toponymie
Le Pétochin est connu sous plusieurs autres noms selon les secteurs traversés, tels que le ruisseau le pétochin, le ruisseau de loye (sur la carte IGN) ou le ruisseau des massonnes.